# NGC 6130
NGC 6130 ist eine 13,4 mag helle Balken-Spiralgalaxie vom Hubble-Typ SBbc im Sternbild Drache am Nordsternhimmel. Sie ist schätzungsweise 237 Millionen Lichtjahre von der Milchstraße entfernt und hat einen Durchmesser von etwa 70.000 Lichtjahren.
Im selben Himmelsareal befinden sich u. a. die Galaxien NGC 6125 und NGC 6133.
Die Typ-II-Supernova SN 2001ab wurde hier beobachtet.
Das Objekt wurde am 28. Juni 1886 von Lewis A. Swift entdeckt.